# Zijinshan
Zijinshan (紫金山) ist eine Goldmine im Kreis Shanghang der bezirksfreien Stadt Longyan in der  chinesischen Provinz Fujian. Sie liefert 150.000 Unzen pro Jahr und gilt als die größte Goldmine Chinas.
Die Stätte steht auf der Liste der staatlichen chinesischen Bergwerksparks.